# Саарикоски, Пентти
Пе́нтти И́лмари Са́арикоски (фин. Pentti Ilmari Saarikoski; 2 сентября 1937, Импилахти — 24 августа 1983, Йоэнсуу, Финляндия) — один из самых значительных финских поэтов, награждённый высшей наградой Финляндии для деятелей искусства — медалью «Pro Finlandia» (1973).

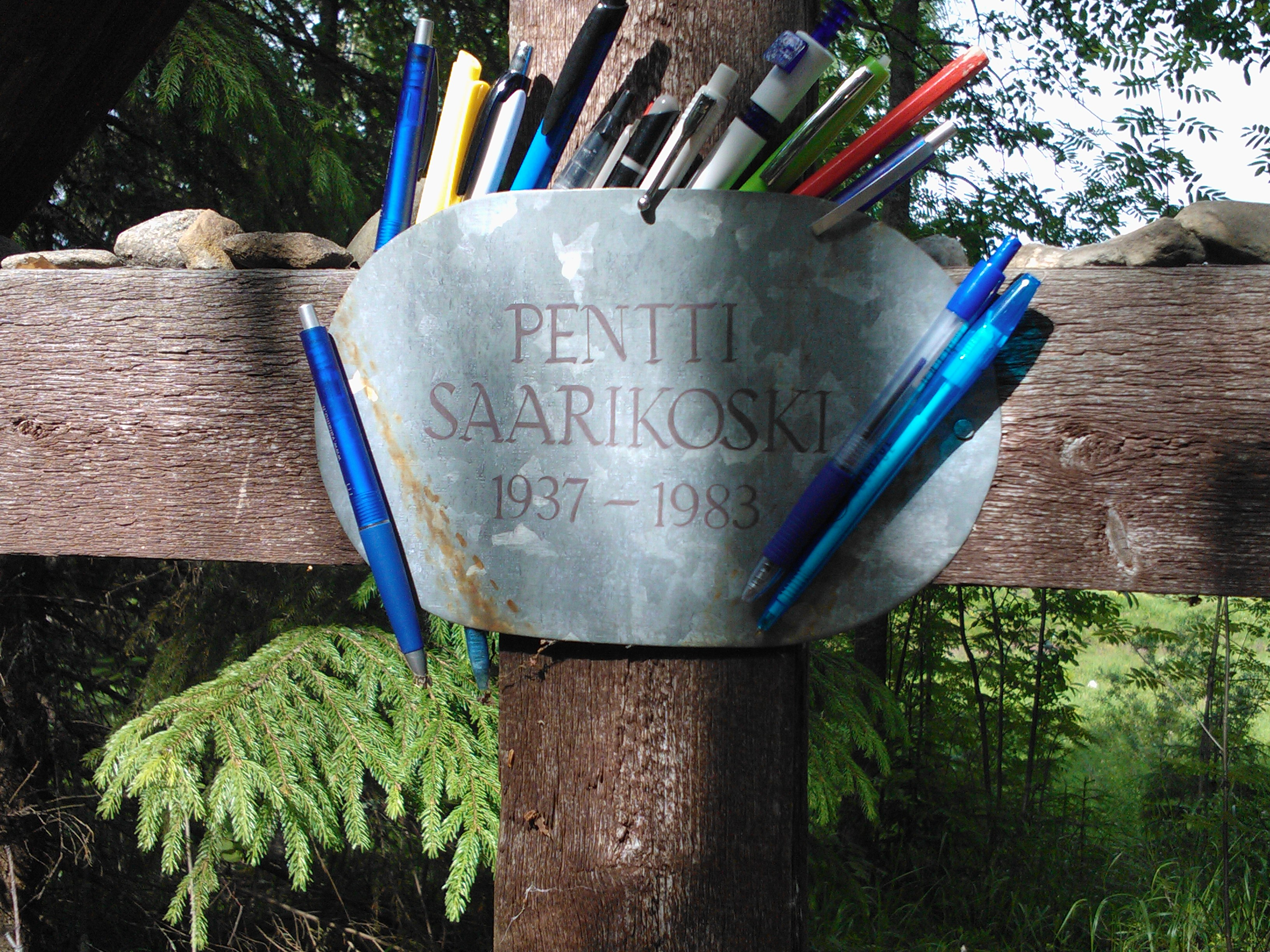
Могила поэта на кладбище Ново-Валаамского монастыря

В 1970-х годах являлся одним из главных бунтарей против буржуазного общества и буржуазной культуры в Финляндии.
После своей кончины был захоронен на кладбище Ново-Валаамского монастыря, а его могила в настоящее время — объект поклонения финских любителей поэзии. Она украшена десятками воткнутых в землю и табличку шариковых ручек.